# Elminia
Az Elminia a madarak osztályának verébalakúak (Passeriformes) rendjébe és a Stenostiridae családba tartozó nem.

## Rendszerezés
A nemet Charles Lucien Jules Laurent Bonaparte írta le 1854-ben, az alábbi 5 faj tartozik ide:
- hosszúfarkú elmínia (Elminia longicauda)
- fehérfarkú elmínia (Elminia albicauda)
- Elminia nigromitrata
- Elminia albiventris
- Elminia albonotata